# Francisco Miguel Martins

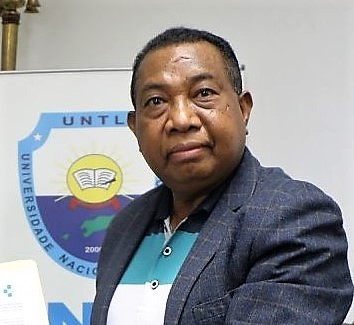
Francisco Miguel Martins (2020)

Francisco Miguel Martins (* 5. Mai 1966) ist ein osttimoresischer Hochschullehrer und Sprachwissenschaftler. Seit 2016 ist er Rektor der Universidade Nasionál Timór Lorosa'e (UNTL).

## Werdegang
Sein erstes Studium absolvierte Martins bis 1991 an der Universitas Timor Timur (UnTim), der Vorgängerin der UNTL. Seinen Master erhielt er 1998 an der indonesischen Gadjah-Mada-Universität. 2010 promovierte Martins an der Universidade Federal da Bahia in Brasilien.
Martins ist Professor an der Fakultät für Bildung, Kunst und Geisteswissenschaften der UNTL und Experte für Management und Bildungspolitik, institutionelle Bewertung und Qualitätssicherung, Sprachen und Linguistik. Am 18. Januar 2016 übernahm er das Amt des Rektors der Universität. Davor hatte er seit der Gründung der Universität verschiedene Positionen inne, so war er zwischen 2001 und 2016 Vizerektor für Angelegenheiten zu Abschlüssen und Forschung. 2020 wurde Martins von João Soares Martins als Rektor abgelöst.